# Abisara muanensis
Abisara muanensis är en fjärilsart som beskrevs av Abel Dufrane 1953. Abisara muanensis ingår i släktet Abisara och familjen Riodinidae. Inga underarter finns listade i Catalogue of Life.